# Jörg Schüttauf
Jörg Schüttauf, né le 26 décembre 1961 à Karl-Marx-Stadt, est un acteur allemand.

## Biographie
Jörg Schüttauf monte sur les planches du théâtre de l'organisation de jeunesse des pionniers (Pioniertheater) de Karl-Marx-Stadt dès sa jeunesse. Arrêtant sa scolarité environ deux ans avant de passer son baccalauréat (Abitur), il suit un apprentissage des techniques de la scène dans l'opéra de cette même ville avant de faire son service militaire dans la NVA.
Il étudie ensuite la dramaturgie à l'école Hans Otto de Leipzig où il passe son diplôme en 1986. Il est alors engagé pendant cinq ans par le Hans Otto Theater (de) de Potsdam, puis au théâtre Maxime-Gorki de Berlin. Il joue pendant la même période dans plusieurs films et pour la télévision de la RDA. Il connaît un grand succès en 1992 dans toute l'Allemagne grâce à son rôle principal dans Lenz, pour lequel il reçoit le prix Adolf-Grimme (décerné pour récompenser les meilleurs films de télévision). Il incarne de 1992 à 1996 le personnage Becker dans la série télévisée policière L'Enquêteur.
De 2002 à 2010, au côté d'Andrea Sawatzki, il incarne le commissaire Fritz Dellwo de Francfort-sur-le-Main dans la série policière Tatort (le Lieu du crime). En 2001, dans un épisode précédent de cette série, Gute Freunde (avec Ulrike Folkerts), il avait été le meurtrier. En 2006, il interprète un « euthanasiste » dans Außer Gefecht.

## Films pour le cinéma (sélection)
- 1985 : Ete und Ali
- 1990 : Die Architekten
- 1992 : Lenz
- 1998 : Bis zum Horizont und weiter
- 2001 : Berlin is in Germany
- 2002 : September
- 2004 : Der Stich des Skorpion
- 2015 : Fritz Bauer, un héros allemand
- 2021 : Thomas le dissident (Lieber Thomas) d'Andreas Kleinert (de)

## Films pour la télévision (sélection)
- 1987 : Der Staatsanwalt hat das Wort : Unbefleckte Empfängnis, Der Staatsanwalt hat das Wort : Unter einem Dach
- 1989 : Polizeiruf 110 : Drei Flaschen Tokajer
- 1991 : Polizeiruf 110 : Mit dem Anruf kommt der Tod
- 1992-1992 : L'Enquêteur (Der Fahnder)
- 1994 : Der große Abgang
- 1996 : Alerte Cobra  (saison 1, épisode 9, Prise d'otages) : Sascha
- 1996 à  2020 : Tatort :
  - 1996 : Schneefieber : Klaus Münter
  - 1998 : Jagdfieber : Markus Buchmeyer
  - 2001 : Gute Freunde : Frank Resig
  - 2002 : Oskar : Fritz Dellwo
  - 2003 : Frauenmorde : Fritz Dellwo
  - 2003 : Das Böse : Fritz Dellwo
  - 2004 : Janus : Fritz Dellwo
  - 2004 : Herzversagen : Fritz Dellwo
  - 2005 : Wo ist Max Gravert?  : Fritz Dellwo
  - 2005 : Leerstand : Fritz Dellwo
  - 2006 : Außer Gefecht : Johannes Peter Peschen
  - 2006 : Das letzte Rennen : Fritz Dellwo
  - 2006 : Der Tag des Jägers : Fritz Dellwo
  - 2007 : Unter uns : Fritz Dellwo
  - 2007 : Bevor es dunkel wird : Fritz Dellwo
  - 2008 : Der frühe Abschied : Fritz Dellwo
  - 2008 : Der tote Chinese : Fritz Dellwo
  - 2009 : Neuland : Fritz Dellwo
  - 2009 : Architektur eines Todes : Fritz Dellwo
  - 2010 : Weil sie böse sind : Fritz Dellwo
  - 2010 : Am Ende des Tages : Fritz Dellwo
  - 2020: Der letzte Schrey : Gerd Schrey
  - 2020: Ein paar Worte nach Mitternacht : Fredo Keller
- 1997 : Viel Spaß mit meiner Frau, Alte Liebe,
- 1998 : Der Laden (trilogie), Warten ist der Tod, Sperling und das schlafende Mädchen, Bella Block : Abschied im Licht
- 1998 : L'Empreinte du crime : Gier
- 1999 : Ich habe Nein gesagt, Der Todeszug
- 2000 : Le Renard (saison 24, épisode 8, La mort survient à dix heures) : Max Kurat
- 2000 : Siska (saison 3, épisode 6, Le prix de la réussite) : Lutz Bäumer
- 2001 : Liebesau - mitten in Deutschland, Rubikon, Das Traumschiff : Mexiko
- 2003 : Nachbarinnen, Der Stich des Skorpion,
- 2004 : Mörderische Suche, Schlafsack für zwei, Das Schwalbennest, Tatort : Herzversagen
- 2005 : Polizeiruf 110 : Hoffnung auf Glück, Die letzte Schlacht
- 2006 : 1974-Vorwärts in die Vergangenheit
- 2007 : Nichts ist vergessen
- 2009 : Papa poule, week-end cool
- 2017 : Opération Roméo (série télévisée) : Gregor Weber
- 2018 : Bad Banks (série télévisée) (saison 1, 6 épisodes) : Peter Schultheiß
- 2019 : Commerce mortel de Urs Egger : Ludwig Mecklinger - ministre de la santé de la RDA

## Émissions de radio (sélection)
- 2004 : Weihnachtmann polizeilich gesucht (La police recherche un Père Noël)

## Théâtre (sélection)
- Der Revisori (Le Revizor
- Lügenmaul
- Amadeus
- Was heißt hier Liebe
- Wer hat Angst vor Virginia Woolf (Qui a peur de Virginia Woolf ?)
- Der Bau
- Besuch bei M.. Green
- Dreigroschenoper (L'Opéra de quat'sous)
- Tagträumer (2006)

## Distinctions
Il a reçu les récompenses suivantes :
- 1986 :  Nachwuchsdarstellerpreis auf dem Festival national du film de République démocratique allemande pour Ete und Ali
- 1992 : prix Adolf-Grimme pour Lenz
- 1998 : prix Adolf-Grimme pour Viel Spaß mit meiner Frau
- 2000 : Prix de la télévision allemande (de), Bester Schauspieler (Kategorie Mehrteiler) pour Warten ist der Tod
- 2005 : prix Adolf-Grimme pour Tatort : Herzversagen
- 2006 : Hessischer Fernsehpreis für seine Darstellung als Kommissar in Tatort : Das letzte Rennen
- 2007 : prix Adolf-Grimme.